# Medidas de capacidad romanas
Las medidas de capacidad romana, hasta hace poco se distinguía entre las unidades de medida de capacidad para líquidos y las utilizadas para áridos (arena, grano, etcétera).
Se dan a continuación algunas medidas de capacidad utilizadas en la Antigua Roma, con sus equivalencias aproximadas a unidades de medida actuales:
Capacidad para líquidos:
- ánfora o cuadrantal: dividida en 2 sesquimodios o 3 modios, es decir, 26,25 litros
- sesquimodio: medida de capacidad equivalente a uno y medio modios, o 13,125 litros
- modio: que equivale a 8,75 litros
- congio: es la cuarta parte del sesquimodio, equivalente a 3,281 litros
- sextario: la sexta parte del congio, es decir, 0,5468 litros
- hemina: la mitad de un sextario o 0,2734 litros
- acetábulo: la cuarta parte de la hemina o 68,4 centilitros
- cuadrante: equivalente al doble del acetábulo o 136,8 centilitros
- ciato: equivalente a un tercio del cuadrante o 45,6 centilitros
- coclearia: la cuarta parte de un ciato o 11,4 centilitros

- Datos: Q6008757